# Kanajenahalli, Chik Ballapur
Kanajenahalli là một làng thuộc tehsil Chik Ballapur, huyện Kolar, bang Karnataka, Ấn Độ.